# Albin Pelak
Albin Pelak (ur. 9 kwietnia 1981) – były bośniacki piłkarz, reprezentant kraju.

## Kariera reprezentacyjna
W reprezentacji Bośni i Hercegowiny zadebiutował w 2002. W reprezentacji Bośni i Hercegowiny występował w latach 2002–2005. W sumie w reprezentacji wystąpił w 2 spotkaniach.

## Statystyki
| Reprezentacja Bośni i Hercegowiny | Reprezentacja Bośni i Hercegowiny | Reprezentacja Bośni i Hercegowiny |
| Rok                               | Mecze                             | Gole                              |
| --------------------------------- | --------------------------------- | --------------------------------- |
| 2002                              | 1                                 | 0                                 |
| 2003                              | 0                                 | 0                                 |
| 2004                              | 0                                 | 0                                 |
| 2005                              | 1                                 | 0                                 |
| Razem                             | 2                                 | 0                                 |